# Erlangbaxiang (ort i Kina, Shaanxi, lat 33,73, long 107,42)
Erlangbaxiang är en ort i Kina. Den ligger i provinsen Shaanxi, i den nordvästra delen av landet, omkring 150 kilometer sydväst om provinshuvudstaden Xi'an. Antalet invånare är 6 837. Befolkningen består av 3 247 kvinnor och 3 590 män. Barn under 15 år utgör 18,0 %, vuxna 15-64 år 68 %, och äldre över 65 år 13,0 %.
Runt Erlangbaxiang är det ganska tätbefolkat, med 111 invånare per kvadratkilometer. Erlangbaxiang är det största samhället i trakten. I omgivningarna runt Erlangbaxiang växer i huvudsak blandskog.
Genomsnittlig årsnederbörd är 985 millimeter. Den regnigaste månaden är juli, med i genomsnitt 205 mm nederbörd, och den torraste är december, med 2 mm nederbörd.